# Гимназия М. Н. Стоюниной
Гимназия М. Н. Стоюниной — частное среднее женское учебное заведение в Санкт-Петербурге — Петрограде, на Кабинетской (ныне — Правды) ул., дом 20.

## История
Гимназия была основана в 1881 году Марией Николаевной Стоюниной, педагогом и общественной деятельницей, женой педагога и публициста, действительного статского советника В. Я. Стоюнина, гимназической подругой А. Г. Достоевской. Гимназия являлась частным восьмиклассным женским учебным заведением, право на открытие которого Стоюнина получила по разрешению министра народного просвещения от 5 октября 1881 года № 11340, «на точном основании положения от 24 мая 1870 г.»; гимназия находилась в ведении попечителя С.-Петербургского (затем Петроградского) учебного округа.
Мария Николаевна вспоминала: «В конце 1870-х годов, кажется, в 1879 году явилась у меня идея открыть свою женскую гимназию. Решилась я на это, видя полную недостаточность и неудовлетворенность женского тогдашнего образования. А все мы жаждали труда и просвещения. Чуть открылись в то время при Мариинской гимназии естественно-исторические курсы, уж мы — я и Анна Григорьевна — на них стали ходить, а она так и записалась.»
Первый адрес учебного заведения — Сергиевская ул., 24; официальное открытие состоялось
25 октября 1881 года, на следующий день начались занятия. 24 ноября 1881 года при гимназии открыли детский сад, а впоследствии и «даровую школу для бедных детей» обоего пола, в которой каждый год обучалось от 20 до 40 учеников и учениц. До 1918 года гимназия принадлежала М. Н. Стоюниной, с течением времени меняла адреса. На Кабинетской ул., д.20 занимала часть здания, располагаясь на третьем и четвёртом этажах. На пятом этаже жила сама М. Н. Стоюнина.
Гимназия Стоюниной отличалась нестандартным подходом к учебному процессу, сочетая передовую по тому времени педагогику с индивидуальным отношением к учащимся.

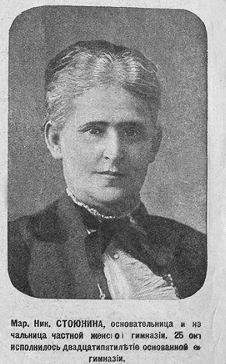
М. Н. Стоюнина

В 1918 году национализирована: на основании декрета СНК от 5 июня 1918 года передана в ведение Наркомпроса РСФСР, стала 10-й СЕТШ, затем в здании разместилась 53-я советская школа.
В начале Великой Отечественной войны 1941—1945 гг., с 30 июня по 15 июля 1941 года в здании школы формировали 3-ю Фрунзенскую дивизию народного ополчения. В честь этого события на доме установлена памятная доска. В годы блокады в здании находился детский дом № 55/61. После войны, в 1968 году, в доме разместили кинотехникум.

## Предметы, занятия
- Закон Божий
- Русская словесность
- Русская история
- Всеобщая история
- География
- Латинский язык
- Греческий язык
- Французский язык
- Немецкий язык
- Математика
- Философия
- Логика
- Психология
- Юриспруденция
- Естествоведение
- Физические упражнения (физкультура)

## Администрация
- Начальница, общее руководство — М. Н. Стоюнина (1881—1920)
- Помощница начальницы:
  - Вальберг, Мария Ивановна
  - Стоюнина Людмила Владимировна[6] (дочь Стоюниных)
- Директор — И. А. Челюскин (1915—1918)
- Инспектор — В. Я. Стоюнин (1881—1888)
- Председатель педагогического совета:
  - Браун Фёдор Александрович[7]
  - Ягодовский Константин Павлович[8]
- Врач — Шмеман София Васильевна[9][6]

## Законоучители
- свящ. Соколов Михаил Ильич[9]
- свящ. Соколов Александр Алексеевич[9][6]
- свящ. Дернов Александр Александрович[9][6]

## Некоторые преподаватели разных лет
- Васенко С. Э. (французский язык)
- Вахрушева Е. М. (закон Божий)

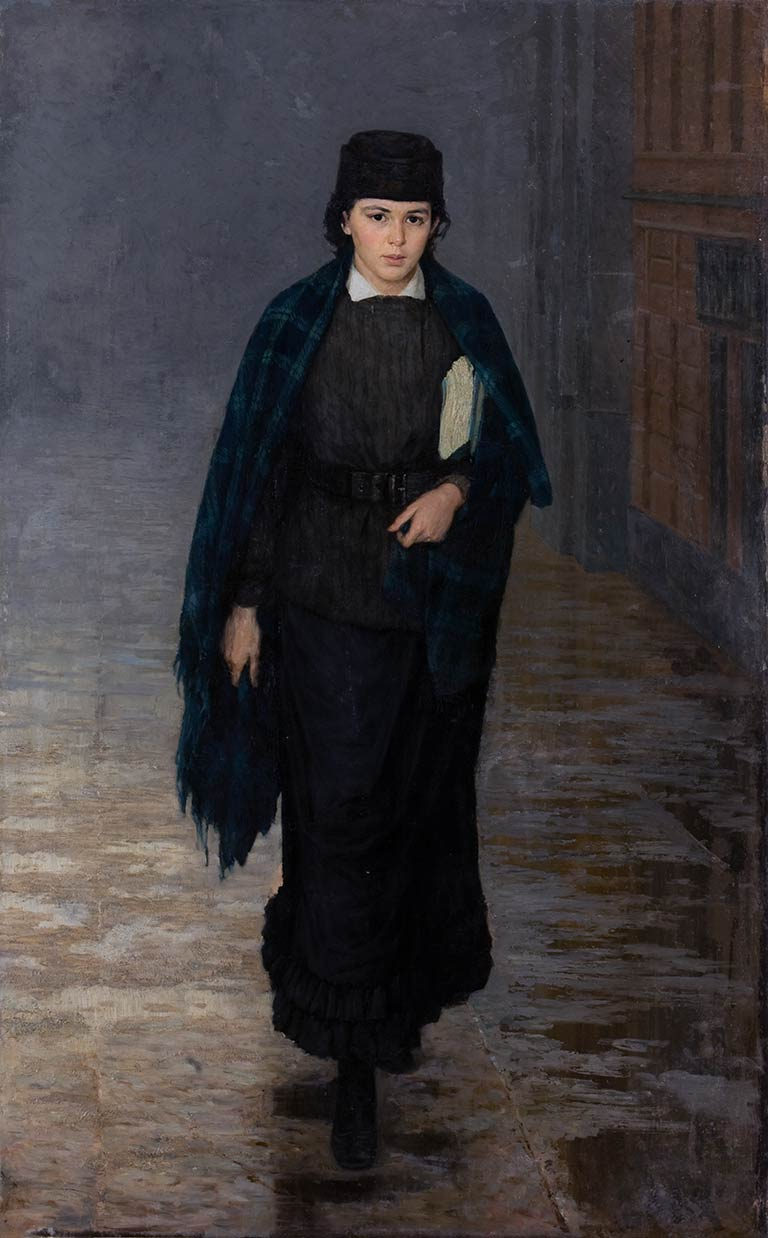
Николай Ярошенко. «Курсистка» (портрет Анны Чертковой), 1883

- Гиппиус В. В. (русская словесность)
- Дьяконов М. А. (юриспруденция)
- Киль Е. И. (немецкий язык)
- Князьков С. А. (русская история)
- Ковригин Н. Н. (математика)
- Куторга, Михаил Степанович
- Лесгафт П. Ф. (физкультура)
- Лосский Н. О. (философия, психология)
- Петрункевич А. М. (всеобщая история)
- Пресняков А. Е.
- Статсбадер Л. П. (французский язык)
- Стоюнин В. Я. (русская словесность)
- Черткова А. К.[10]

## Учащиеся
- Андриевская, Лидия Михайловна — филолог, поэтесса, жена филолога Б.Энгельгардта
- Бартэн, Александр Александрович — писатель
- Берберова, Нина Николаевна
- Богданова-Бельская, Паллада Олимповна — поэтесса
- Гаген-Торн Нина Ивановна
- Глебова, Татьяна Николаевна — художница, ученица П. Н. Филонова
- Головкина, Ирина Владимировна — урожд. Троицкая, писательница, внучка композитора Н. А. Римского-Корсакова
- Иванова Анастасия
- Набоковы, Ольга Владимировна и Елена Владимировна, сёстры писателя Владимира Набокова
- Носкович Нина — урожд. Лекаренко, художница
- Пиленко Елизавета Юрьевна (мать Мария)
- Розанова, Надежда Васильевна, дочь писателя В. В. Розанова
- Рывкинд София Константиновна
- Рыкова, Мария
- Розенбаум Алиса Зиновьевна, она же Айн Рэнд
- Турковская (ур. Лишневская) Надежда Александровна, дочь архитектора Лишневского А. Л.
- Умова Екатерина
- Шальников, Александр Иосифович[11]
- Шостакович Дмитрий (после национализации в 1918 году)[11]
- Шостакович Мария, старшая сестра Д. Шостаковича[11]

## Адреса
Расположены в хронологическом порядке:
- Сергиевская ул., 24
- Фурштатская ул., 36
- Владимирский пр., 19
- Кабинетская ул., 20.

## Комментарии
1. ↑  Постановление Наркомпроса РСФСР от 23 февраля 1918 года определило, что все уч. завед-я переходят в ведение Наркомпроса и его местных органов. 30 сентября 1918 года ВЦИК утвердил Положение «О единой трудовой школе», согл. к-рому на базе бывших гимназий, училищ, торг. школ были созданы советские единые трудовые школы (СЕТШ); они находились в ведении местных (районных, уездных) отделов народн. образов-я: ЦГА СПб, путеводитель по фондам советского периода, нач. и средн. образов-е, ф. Р-2644 Архивная копия от 2 марта 2022 на Wayback Machine